# Türje (Hongarije)
Türje is een plaats (község) en gemeente in het Hongaarse comitaat Zala. Türje telt 1912 inwoners (2001).